# Les Chats
Les Chats, sous-titré Histoire - Mœurs - Observation - Anecdotes, est un essai de Jules Champfleury publié pour la première fois fin 1868 chez Jules Rothschild.

## Édition originale
L'éditeur lance une campagne de souscription avec une affiche au tons bleus illustrée par Édouard Manet, qui propose l'ouvrage au prix unitaire de 5 francs, accompagné d'illustrations sous la forme de gravures d'Eugène Delacroix, Breughel, Adolphe Viollet-le-Duc, Manet, Hokusai, Gottfried Mind, Théodule Ribot. On y trouve aussi des dessins de Mérimée, Prisse d'Avesnes, Edmond Morin, et Charles Kreutzberger.
La 5e édition datée 1870, revue et corrigée, inclut de nouvelles estampes, conçues par :  Marie Champfleury d'après Burbanck [?], et des eaux-fortes de Manet, Louis-Eugène Lambert, Amand Gautier et Crafty.

## Réédition moderne
Champfleury, Les Chats, La Coopérative, 2019, 224 p. (ISBN 1095066315)